# Зонгулдак (ил)
Зонгулдак (тур. Zonguldak) — ил на северо-западе Турции.

## География
С северо-запада территория ила омывается водами Чёрного моря.
Ил Зонгулдак граничит с илами: Болу на юге, Карабюк и Бартын на востоке.
Нижняя часть бассейна реки Енидже-Ирмак, Понтийские горы.

## Население
Население — 615 599 жителей по переписи 2009 года, 558 тыс. по оценке 2007 года.
Крупнейшие города — Зонгулдак (104 тыс. жителей в 2000 году), Козлу, Килимли, Эрегли.

## Административное деление

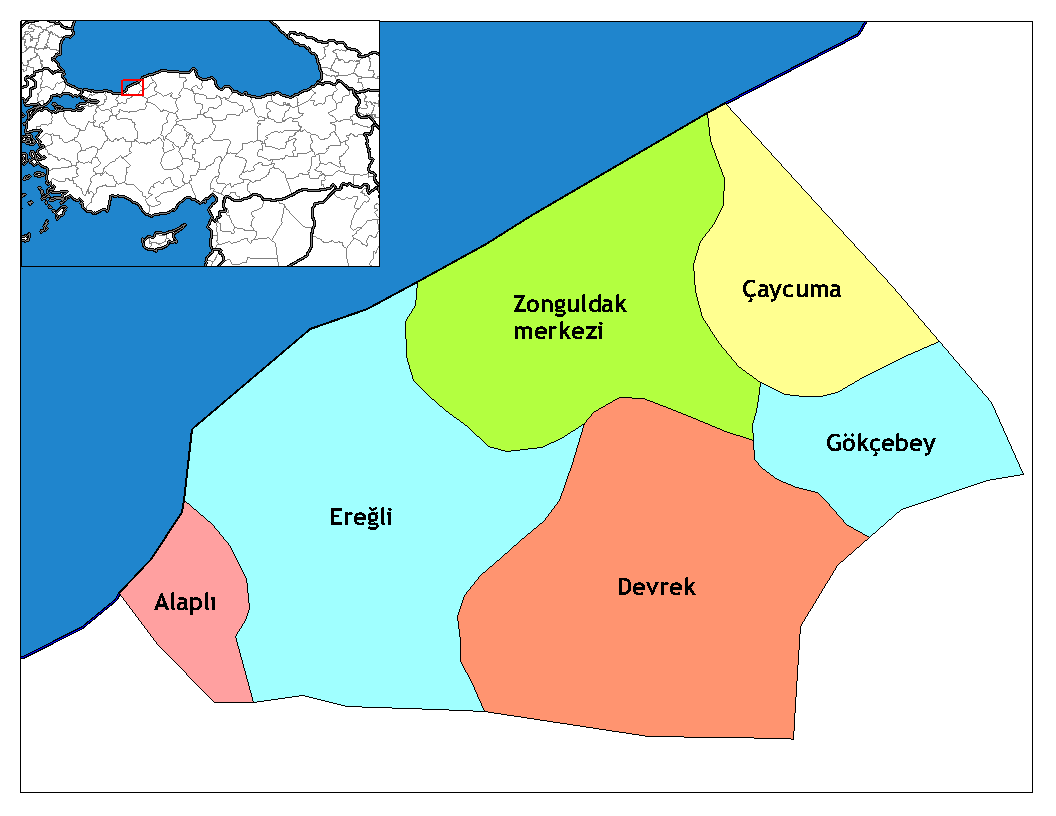

Ил Зонгулдак делится на 6 районов:
1. Алаплы (Alaplı)
2. Чайджума (Çaycuma)
3. Деврек (Devrek)
4. Эрегли (Ereğli)
5. Гёкчебей (Gökçebey)
6. Зонгулдак (Zonguldak)
7. Козлу (Kozlu)
8. Килимли (Kilimli)

## Экономика
Основой экономики ила является добыча каменного угля. Месторождение антрацита, крупнейшее на территории Турции, было открыто в районе Зонгулдака и стало эксплуатироваться в конце XIX века.
Зонгулдак является основным портом Турции по вывозу угля.
Металлургический завод в Эрегли. Добыча марганцевой руды.
Развивается приморский туризм.
В Чёрном море обнаружены месторождения природного газа на месторождении «Сакарья»: 405 млрд м³ на скважине «Tuna-1» и 135 млрд м³ на скважине «Амасра-1». По трубопроводу природный газ будет поступать на газоперерабатывающий завод, который будет построен в промышленной зоне порта Филиос в районе Чайджума.